# Jānis Timma
Jānis Timma (Krāslava, 2 de julho de 1992 – Moscou 17 de dezembro 2024) foi um basquetebolista profissional letão que jogou pelo Baskonia. O atleta possuía 2,03m de altura e pesou 103 Kg jogando na posição Ala-armador.
No Draft da NBA de 2013, foi escolhido na 30ª escolha do 2º Round.

## Vida pessoal e morte
Timma foi casado com a cantora pop russo-ucraniana Anna Sedokova em 2020. No final de 2024, Sedokova pediu o divórcio.
Timma morreu em 17 de dezembro de 2024, aos 32 anos. Seu corpo foi encontrado na entrada de um edifício no centro de Moscou. A polícia declarou que presume que a morte de Timma foi suicídio e que nenhuma pista criminal estava sendo investigada.

## Estatísticas

### Competições domésticas
| Temporada | Equipe       | J  | P   | Avg  | 2Pt     | 2Pt% | 3Pt    | 3Pt% | LL     | LL%  | Reb | R  | As  | Bl |
| --------- | ------------ | -- | --- | ---- | ------- | ---- | ------ | ---- | ------ | ---- | --- | -- | --- | -- |
| 2008-2009 | BA Riga      | 12 | 91  | 7.6  | 20/39   | 51.3 | 11/43  | 25.6 | 18/30  | 60.0 | 57  | 18 | 21  | 4  |
| 2008-2009 | ASK Riga     | 9  | 3   | 0.3  | 0/3     | 0.0  | 1/2    | 50.0 | 0/0    | 0.0  | 1   | 0  | 0   | 0  |
| 2009-2010 | Keizrmezs    | 2  | 20  | 10.0 | 3/12    | 25.0 | 3/12   | 25.0 | 5/6    | 83.3 | 12  | 6  | 2   | 2  |
| 2010-2011 | Barons       | 14 | 48  | 3.4  | 8/21    | 38.1 | 8/25   | 32.0 | 8/10   | 80.0 | 29  | 13 | 12  | 3  |
| 2010-2011 | BS Riga      | 35 | 413 | 11.8 | 94/199  | 47.2 | 49/157 | 31.2 | 77/101 | 76.2 | 234 | 59 | 80  | 7  |
| 2011-2012 | Liepaja      | 31 | 427 | 13.8 | 92/179  | 51.4 | 52/148 | 35.1 | 87/106 | 82.1 | 183 | 49 | 55  | 5  |
| 2012-2013 | Ventspils    | 25 | 313 | 12.5 | 73/117  | 62.4 | 33/78  | 42.3 | 68/85  | 80.0 | 136 | 27 | 71  | 3  |
| 2013-2014 | Ventspils    | 31 | 394 | 12.7 | 85/147  | 57.8 | 47/130 | 36.2 | 83/105 | 79.0 | 194 | 48 | 110 | 9  |
| 2014-2015 | VEF Riga-LBL | 20 | 254 | 12.7 | 48/84   | 57.1 | 41/114 | 36.0 | 35/49  | 71.4 | 120 | 34 | 44  | 5  |
| 2014-2015 | VEF Riga-VTB | 27 | 350 | 13.0 | 61/108  | 56.5 | 57/171 | 33.3 | 57/67  | 85.1 | 120 | 37 | 118 | 3  |
| 2015-2016 | Zenit        | 36 | 518 | 14.4 | 110/159 | 69.2 | 82/199 | 41.2 | 52/76  | 68.4 | 186 | 55 | 92  | 7  |
| 2016-2017 | Zenit        | 28 | 354 | 12.6 | 70/115  | 60.9 | 39/88  | 44.3 | 52/64  | 81.3 | 113 | 36 | 67  | 11 |

### EuroLiga
| Temporada | Equipe   | J  | P   | Avg | 2Pt   | 2Pt% | 3Pt   | 3Pt% | LL   | LL%  | Reb | R  | As | Bl |
| --------- | -------- | -- | --- | --- | ----- | ---- | ----- | ---- | ---- | ---- | --- | -- | -- | -- |
| 2017-18   | Baskonia | 12 | 103 | 8.6 | 13/24 | 54.2 | 23/51 | 45.1 | 8/13 | 61.5 | 37  | 13 | 21 | 3  |

### EuroCopa
| Temporada | Equipe   | J  | P   | Avg  | 2Pt    | 2Pt% | 3Pt    | 3Pt% | LL    | LL%  | Reb | R   | As  | Bl  |
| --------- | -------- | -- | --- | ---- | ------ | ---- | ------ | ---- | ----- | ---- | --- | --- | --- | --- |
| 2014-15   | VEF Riga | 9  | 113 | 12.6 | 21/36  | 58.3 | 21/54  | 38.9 | 8/12  | 66.7 | 42  | 11  | 37  | 0   |
| 2015-16   | Zenit    | 16 | 201 | 12.6 | 40/63  | 63.5 | 31/97  | 32   | 28/33 | 84.8 | 87  | 20  | 54  | 5   |
| 2016-17   | Zenit    | 13 | 210 | 16.2 | 37/57  | 64.9 | 39/88  | 44.3 | 19/25 | 76   | 61  | 12  | 38  | 7   |
|           | Totais   | 38 | 524 | 13.8 | 98/156 | 62.8 | 91/239 | 38.1 | 55/70 | 78.6 | 190 | 43  | 129 | 12  |
|           | Média    | 38 | 524 | 13.8 | 98/156 | 62.8 | 91/239 | 38.1 | 55/70 | 78.6 | 5   | 1.1 | 3.4 | 0.3 |